# Дачный (Багаевский район)
Да́чный — посёлок в Багаевском районе Ростовской области.
Входит в состав Багаевского сельского поселения.

## География
Посёлок находится в центральной части Ростовской области, в излучине реки Подпольная в нижнем течении реки Западный Маныч.

## Население
| 1989 | 2002 | 2010 |
| ---- | ---- | ---- |
| 306  | ↗348 | ↘294 |

## Уличная сеть
- ул. Мира,
- ул. Молодёжная,
- ул. Набережная,
- ул. Новая,
- ул. Центральная.

## Инфраструктура
Посёлок газифицирован.